# Хомейнишехр
Хомейнише́хр (перс. خمینی‌شهر‎) — город в центральном Иране, в провинции Исфахан. Административный центр шахрестана Хомейнишехр. Третий по численности населения город провинции.

## География
Город находится в южной части Исфахана, в гористой местности, на высоте 1591 метра над уровнем моря.
Хомейнишехр расположен на расстоянии нескольких километров к западу от Исфахана, административного центра провинции и на расстоянии 323 километров к югу от Тегерана, столицы страны. Ближайший аэропорт расположен в городе Исфахан.

## История
До 1930 года город носил название Седех. В период правления в Иране шаха Резы Пехлеви город был переименован в Хомаюншехр и именовался так до 1979 года, когда был вновь переименован в честь лидера Исламской революции Рухоллы Мусави Хомейни.

## Население
По данным переписи, на 2006 год население составляло 218 737 человек; в национальном составе преобладают персы, в конфессиональном — мусульмане-шииты.
| 1986    | 1991    | 1996    | 2006    | 2012    |
| ------- | ------- | ------- | ------- | ------- |
| 104 647 | 118 348 | 165 888 | 218 737 | 248 549 |